# Pinus rzedowskii
Pinus rzedowskii je velmi vzácná a evolučně jedinečná velká mexická borovice, extrémně zranitelná lesními požáry.

## Popis
Stálezelený, jehličnatý strom, dorůstající do výšky 15-50 m. Kmen je přímý nebo zahnutý, často odspodu zavětvený a dosahuje průměru 0,3-1,2 m. Koruna je u mladých stromů jehlanovitá a s větvemi rozmístěnými v pravidelných přeslenech, u starších stromů otevřená a nepravidelně zavětvená. Borka je u mladých stromů tenká, hladká a šedozelená, později šupinatí, loupe se, a u starších stromů je červenohnědá, tlustá 3-6 cm a drsná, s hlubokými vodorovnými a podélnými prasklinami, rozdělujícími borku na obdélníkové, drsné, šupinovité a tmavohnědé desky. Letorosty jsou štíhlé, hladké a šedé, základny listenů nejsou ohnuté dolů a jehlice rostou podél celého letorostu. Jehlice jsou štíhlé a ohebné, světle šedozelené; jehlice se vyskytují ve svazečcích (Fasciculus) po 3, 4 a 5; jehlice jsou 6-10 cm dlouhé a 0,6-0,8 mm široké; jehlice jsou na okrajích jemně zubaté; s 2-3-4 pryskyřičnými kanálky, vnějšími na horním povrchu a příležitostně s jedním vnějším na spodním povrchu; s 1 cévním svazkem; s řadami průduchů (Stomata) pouze na dvou vnitřních površích; svazečkové pochvy tvoří růžice ze zahnutých šupin a později opadávají; jehlice zůstávají na stromě 2-3 roky.
Samičí (semenné) šištice – šišky (Megastrobilus) jsou nezralé vzpřímené a na 1,5-2 cm dlouhých stopkách a s tlustými, širokými a zahnutými šupinami; zralé šišky jsou obdélníkové, mírně kuželovité, souměrné, dolů visící, 10-15 cm dlouhé, rozevřené 6-9 cm široké; zprvu nažloutle hnědé, dozráváním leskle bledě žluté; stopky zralých šišek jsou tenké, zahnuté, 1,5-3 cm dlouhé a opadávají se šiškou; šišky dozrávají na podzim třetího roku a brzy opadávají; šišky se vyskytují po jedné nebo v přeslenech po 2-4. Šupin šišek je 80-120 a jsou 15-22 mm široké. Výrůstky (Apophysis) jsou téměř jehlanovité, s vyčnívajícím vodorovným kýlem a s ostře hranatým vrcholem. Přírůstek prvního roku (Umbo) je horní, malý, tmavohnědý, snížený a s malým a dolů zahnutým trnem; výrůstky a přírůstek prvního roku obvykle roní malé kapky čiré jantarové pryskyřice. Semena jsou tmavohnědá, 6-10 mm dlouhá a 4-6 mm široká. Křídla semen jsou členitá, 20-35 mm dlouhá a 8-13 mm široká. Semenáče mají 9-14 děložních lístků (Cotyledons).

## Příbuznost
Borovice Pinus rzedowskii je evolučně jedinečná borovice, neboť má některé znaky borovic z podrodu Pinus a některé znaky z podrodu Strobus.

## Výskyt
Borovice Pinus rzedowskii se vyskytuje endemicky v Mexiku (stát Michoacán).

## Ekologie
Strom, rostoucí v rozsahu nadmořských výšek 1714–2480 m. Roční srážkové úhrny se zde pohybují kolem 1500 mm a k hlavním srážkám dochází v období od července do října. Minimální teploty v prosinci dosahují –5 °C a maximální v dubnu 30 °C. Dvě menší podpopulace borovice Pinus rzedowskii Cerro de Chiqueritos a Cerro Ocotoso rostou na strmých osypech z mohutných narušených vápencových bloků, blízko vrcholů malých hor v převážně vulkanickém pohoří Sierra Madre del Sur. Některé podpopulace stromu rostou na více rovných terénech, také tvořených vápencovými balvany, ale prokládanými jinými kamenitými podklady. Strom roste v rozsáhlých smíšených borovicových lesích dohromady s dalšími druhy borovic: Pinus herrerae, Pinus oocarpa a Pinus pseudostrobus a dalšími; tyto ostatní druhy borovic nicméně nerostou na vápencových osypech a zde je proto borovice Pinus rzedowskii doprovázena rostlinami z rodů agáve Agave, dub Quercus, rostlinou Clusia salvinii a dalšími.

## Využití člověkem
Strom není pro nepřístupnost své populace na odlehlých místech a pro dřevorubce neatraktivní vlastnosti dřeva využíván. Borovice Pinus rzedowskii představuje botanickou vzácnost, vyskytující se pouze v několika málo botanických zahradách a soukromých sbírkách.

## Ohrožení
Borovice Pinus rzedowskii je považována organizací IUCN za zranitelnou a stav její populace za stabilní. Populace stromu je malá, vyskytuje se ve 12 lokalitách, v každé lokalitě je 1-3500 jedinců, celkový počet jedinců borovice Pinus rzedowskii je ve všech populacích 6000-6500 a z toho je kolem 1000 dospělých stromů. V některých lokalitách dochází k hojné regeneraci a celá populace stromu oplývá značnými genetickými rozdíly, což ukazuje na větší populaci v minulosti. V Mexickém Národním Červeném Seznamu z roku 2010 je tento strom považován za ohrožený. Největší nebezpečí pro borovici Pinus rzedowskii představují lesní požáry, neboť tato borovice není přizpůsobena ohni.